# Liste der Marschälle von Frankreich
Der Rang Marschall von Frankreich, frz. Maréchal de France, war das militärische Stellvertreteramt des Kronfeldherrn (Connétable von Frankreich). Es wurde um 1190 von Philipp II. für Albéric Clément geschaffen.

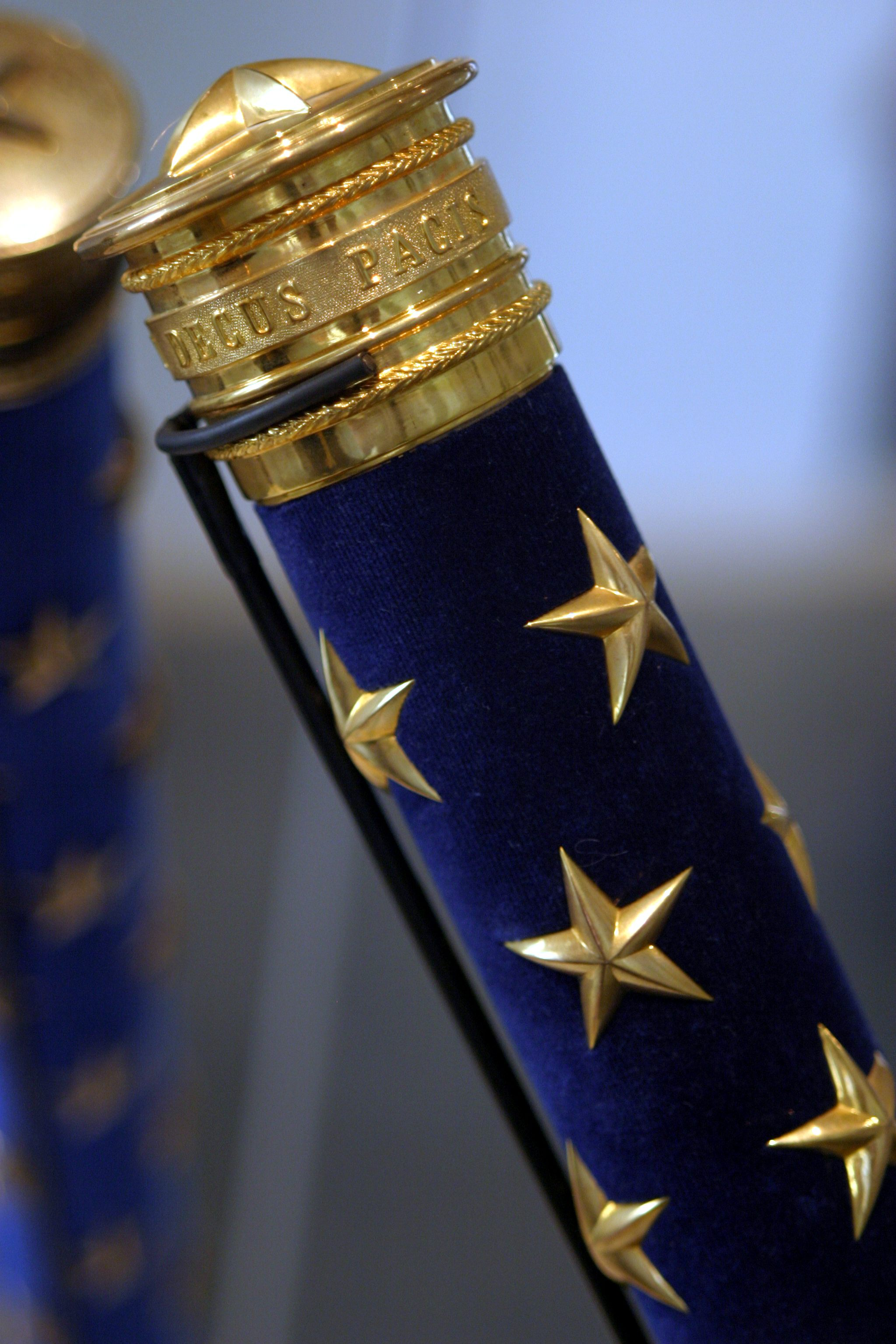
Französischer Marschallstab, le baton du maréchal de France

## 12. Jahrhundert
- um 1190 – Albéric Clément († 1191), Seigneur du Mez, erster Marschall von Frankreich
- um 1192 – Guillaume de Bournel

## 13. Jahrhundert
1. 1202 – Nevelon d’Arras
2. um 1204 – Henri I. Clément (1170–1214), Seigneur du Mez
3. 1214 – Jean III. Clément († 1260), Seigneur du Mez
4. 1220 – Guillaume du Tournel
5. 1237 – Ferry Pasté († 1247)
6. 1247 – Guillaume de Beaumont († 1257)
7. 1255 – Henri de Cousances († 1268), Seigneur de Cousance
8. 1257 – Gauthier III. de Nemours († 1270)
9. 1261 – Henri II. Clément († 1265), Seigneur du Mez
10. 1265 – Héric de Beaujeu († 1270)
11. 1265 – Renaud de Précigny († 1270)
12. 1270 – Raoul II. Sores „d'Estrées“ († 1282)
13. 1270 – Lancelot de Saint-Maard
14. um 1278 – Ferry de Verneuil
15. um 1282 – Guillaume Crespin V., Baron du Bec-Crespin
16. 1283 – Jean II. Le Preux (1245–1302), Seigneur d'Harcourt demissionierte 1295, um Amiral de France zu werden
17. 1285 – Raoul V. Le Flamenc
18. 1288 – Jean de Varennes
19. 1290 – Simon de Melun († 1302)
20. 1292 – Guy I. de Clermont „de Nesle“ († 1302)

## 14. Jahrhundert
1. 1302 – Foucaud du Merle, genannt Foulques, demissionierte 1308
2. 1302 – Miles X. de Noyers († 1350)
3. 1308 – Jean de Corbeil „de Grez“ († 1318)
4. 1315 – Jean IV. de Beaumont „Le Deramé“ († 1318)
5. 1318 – Mathieu de Trie († 1344)
6. 1318 – Jean II. des Barres († 1324)
7. 1326 – Bernard VI. de Moreuil
8. 1328 – Robert VII. Bertrand († 1347), Seigneur de Briquebec, demissionierte 1344
9. 1339 – Anseau de Joinville (1265–1343)
10. 1344 – Charles I. de Montmorency (1325–1381), demissionierte 1347
11. 1344 – Robert de Wavrin († 1360)
12. 1347 – Édouard I. de Beaujeu (1316–1351), Seigneur de Châteauneuf, gefallen
13. 1348 – Guy II. de Nesle († 1352)
14. 1351 – Arnoul d’Audrehem (1302/07–1370), demissionierte 1368
15. 1352 – Roques de Hangest († 1352)
16. 1352 – Jean de Clermont (1297–1356), seigneur de Beaumont, gefallen
17. 1356 – Jean I. Le Maingre gen. Boucicaut
18. 1368 – Jean IV. de Mauquenchy († 1391), „le Mouton de Blanville“, Seigneur de Mauquenchy
19. 1368 – Louis II. de Champagne (1342–1403), Comte de Sancerre, 1397 Connétable von Frankreich
20. 1391 – Jean II. Le Maingre gen. Boucicaut (1366–1421)
21. 1397 – Jean II. de Rieux (1342–1417), Seigneur de Rieux et Seigneur de Rochefort, demissionierte 1417

## 15. Jahrhundert
1. 1417 – Pierre de Rieux (1389–1439), genannt de Rochefort
2. 1418 – Claude de Beauvoir, seigneur de Chastellux, vicomte d’Avallon (1385–1453)
3. 1418 – Jacques de Montberon, seigneur d’Engoumois († 1422)
4. 1421 – Gilbert III. Motier, seigneur de La Fayette (1380–1464)
5. 1422 – Antoine de Vergy (1375–1439)
6. 1422 – Jean de La Baume, comte de Montrevel-en-Bresse († 1435)
7. 1424 – Amaury de Sévérac († 1427), ermordet
8. 1427 – Jean I. de Brosse (1375–1433)
9. 1429 – Gilles de Rais (1404–1440), hingerichtet
10. 1435 – Jean de Villiers de L’Isle-Adam (1384–1437)
11. 1439 – André de Laval, sire de Lohéac (1411–1486), Maréchal de Lohéac
12. 1441 – Philippe de Culant († 1454)
13. 1454 – Jean Poton de Xaintrailles (1400–1461)
14. 1461 – Jean de Lescun († 1473), Le Bâtard d’Armagnac
15. 1461 – Joachim Rouault, seigneur de Gamaches († 1478)
16. 1464 – Wolfhart VI. von Borsselen († 1487), Maréchal de Borzelle, Schwiegersohn Jakobs I. von Schottland
17. 1476 – Pierre I. de Rohan (1451–1513), genannt de Gié
18. 1483 – Philippe de Crèvecœur (1418–1494)
19. 1486 – Jean de Baudricourt († 1499)

## 16. Jahrhundert

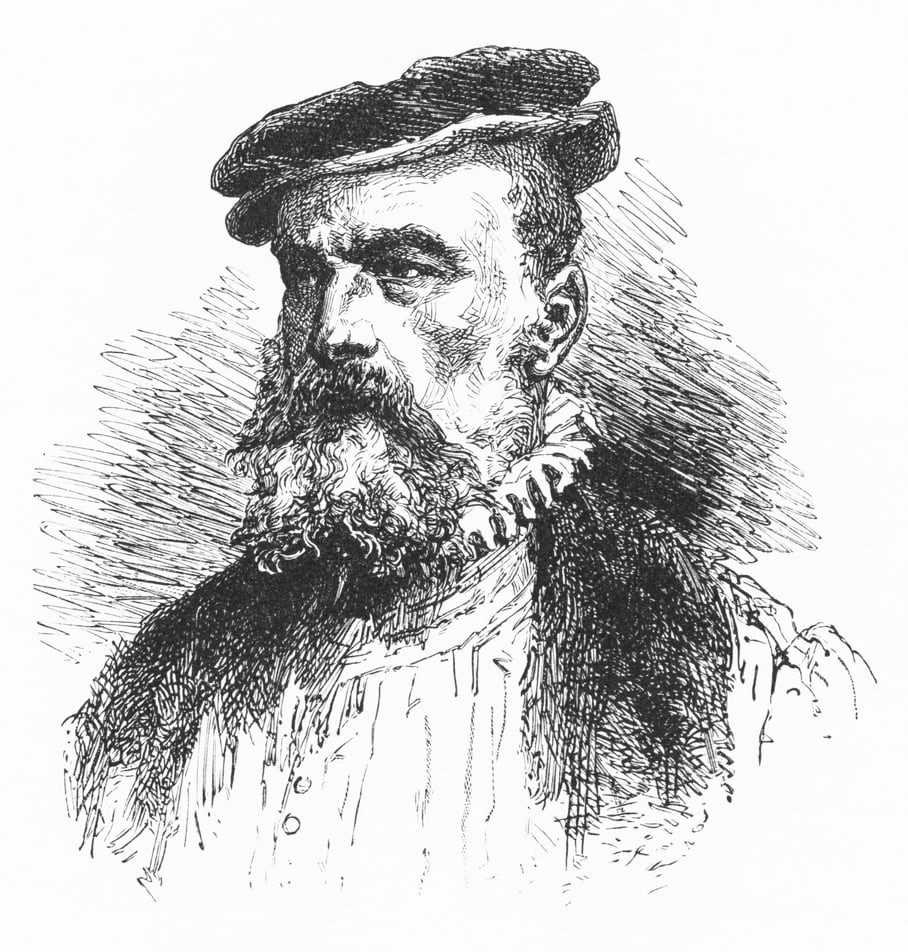
Anne de Montmorency

1. 1500 – Gian Giacomo Trivulzio (1441–1518), Italiener, eigentlich Giangiacomo Trivulzio
2. 1504 – Charles II. d’Amboise (1473–1511)
3. 1511 – Odet de Foix, Vicomte de Lautrec († 1528), Maréchal de Lautrec
4. 1514 – Robert Stuart d’Aubigny (1470–1544)
5. 1515 – Jacques II. de Chabannes, Seigneur de La Palice (1470–1525)
6. 1516 – Gaspard I. de Coligny, seigneur de Châtillon († 1522), Maréchal de Châtillon
7. 1518 – Thomas de Foix Maréchal de Lescun († 1525), Bruder Lautrecs
8. 1522 – Anne de Montmorency (1493–1567), 1538 Connétable
9. 1526 – Robert III. de La Marck (1492–1536)
10. 1526 – Teodoro Trivulzio (1456–1532), Italiener
11. 1538 – Claude d’Annebault (1500–1552)
12. 1538 – René de Montejean († 1539)
13. 1542 – Oudard du Biez († 1553)
14. 1544 – Antoine de Lettes-Desprez de Montpezat († 1544)
15. 1544 – Giovanni Caracciolo (1487–1550), Italiener
16. 1547 – Robert IV. de La Marck (1512–1556)
17. 1547 – Jacques d’Albon, seigneur de Saint-André, Marquis de Fronsac († 1562), Maréchal de Saint-André
18. 1550 – Charles I. de Cossé, comte de Brissac (1505–1563)
19. 1555 – Piero Strozzi (1510–1558), Italiener
20. 1558 – Paul de la Barthe, seigneur de Thermes (1482–1562)
21. 1559 – François de Montmorency (1530–1579)
22. 1562 – François de Scépeaux, comte de Durtal, Maréchal de Vieilleville (1510–1571)
23. 1554 – Imbert de La Platière, Seigneur de Bourdillon (1524–1567)
24. 1567 – Henri I. de Montmorency-Damville (1534–1614), Maréchal de Damville, seit 1593 Connétable
25. 1567 – Artus de Cossé, comte de Secondigny (1512–1582)
26. 1570 – Gaspard de Saulx, seigneur de Tavannes (1509–1573), Maréchal de Tavannes
27. 1572 – Honorat II. de Savoie, marquis de Villars (1511–1580)
28. 1573 – Albert de Gondi, duc de Retz (1522–1602)
29. 1574 – Roger de Saint-Lary de Bellegarde (1525–1579)
30. 1574 – Blaise de Lasseran-Massencôme, Seigneur de Monluc (1502–1577) Charles de Gontaut, duc de Biron

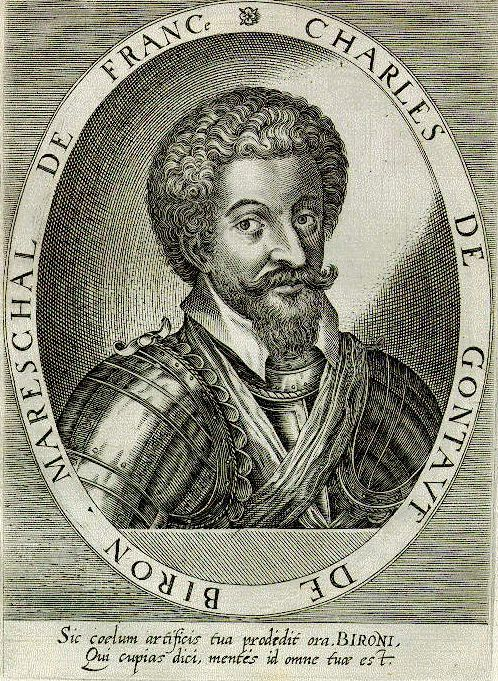
Charles de Gontaut, duc de Biron

31. 1577 – Armand de Gontaut, seigneur de Biron (1524–1592), gefallen
32. 1579 – Jacques II. de Goÿon de Matignon (1525–1598)
33. 1579 – Jean VI. d’Aumont, comte de Châteauroux (1522–1595) gefallen
34. 1582 – Guillaume de Joyeuse (1520–1592)
35. 1592 – Henri de La Tour d’Auvergne, duc de Bouillon (1555–1623)
36. 1594 – Charles de Gontaut, duc de Biron (1562–1602), hingerichtet
37. 1594 – Claude de La Châtre de La Maisonfort (1536–1614)
38. 1594 – Charles II. de Cossé, duc de Brissac (1550–1621)
39. 1594 – Jean de Monluc de Balagny († 1603)
40. 1595 – Jean de Beaumanoir (1551–1614), Marquis de Lavardin
41. 1596 – Henri de Joyeuse (1567–1608), ein Kapuziner
42. 1597 – Urbain de Laval (1557–1629), Maréchal de Bois-Dauphin
43. 1597 – Alphonse d’Ornano (1548–1610)
44. 1597 – Guillaume de Hautemer (1538–1613), Maréchal de Fervaques

## 17. Jahrhundert

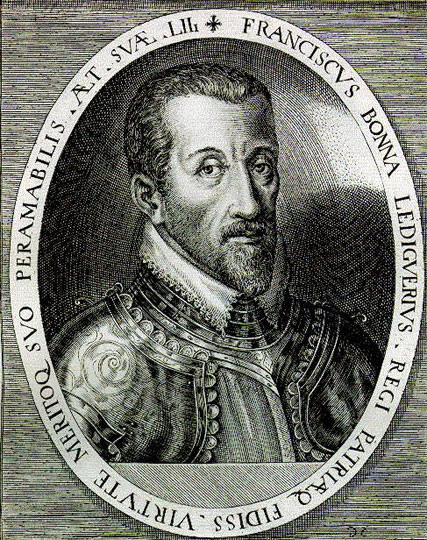
François de Bonne

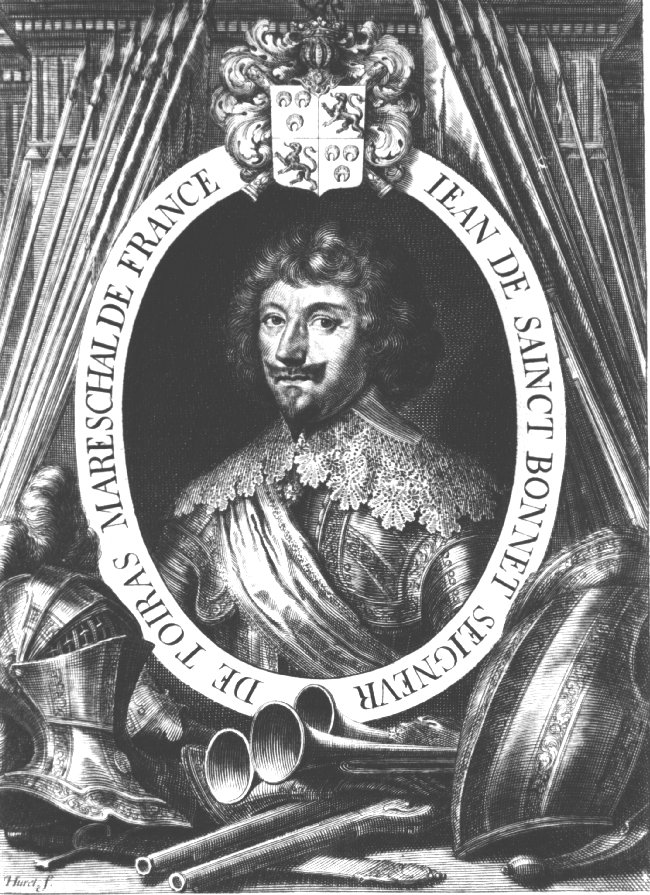
Jean du Caylar de Saint-Bonnet

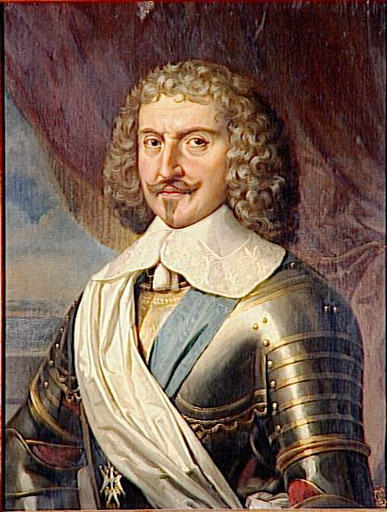
François-Annibal d’Estrées

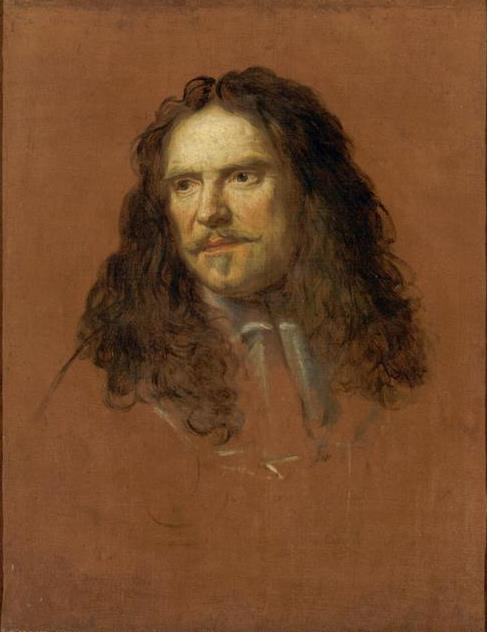
Henri de La Tour d’Auvergne

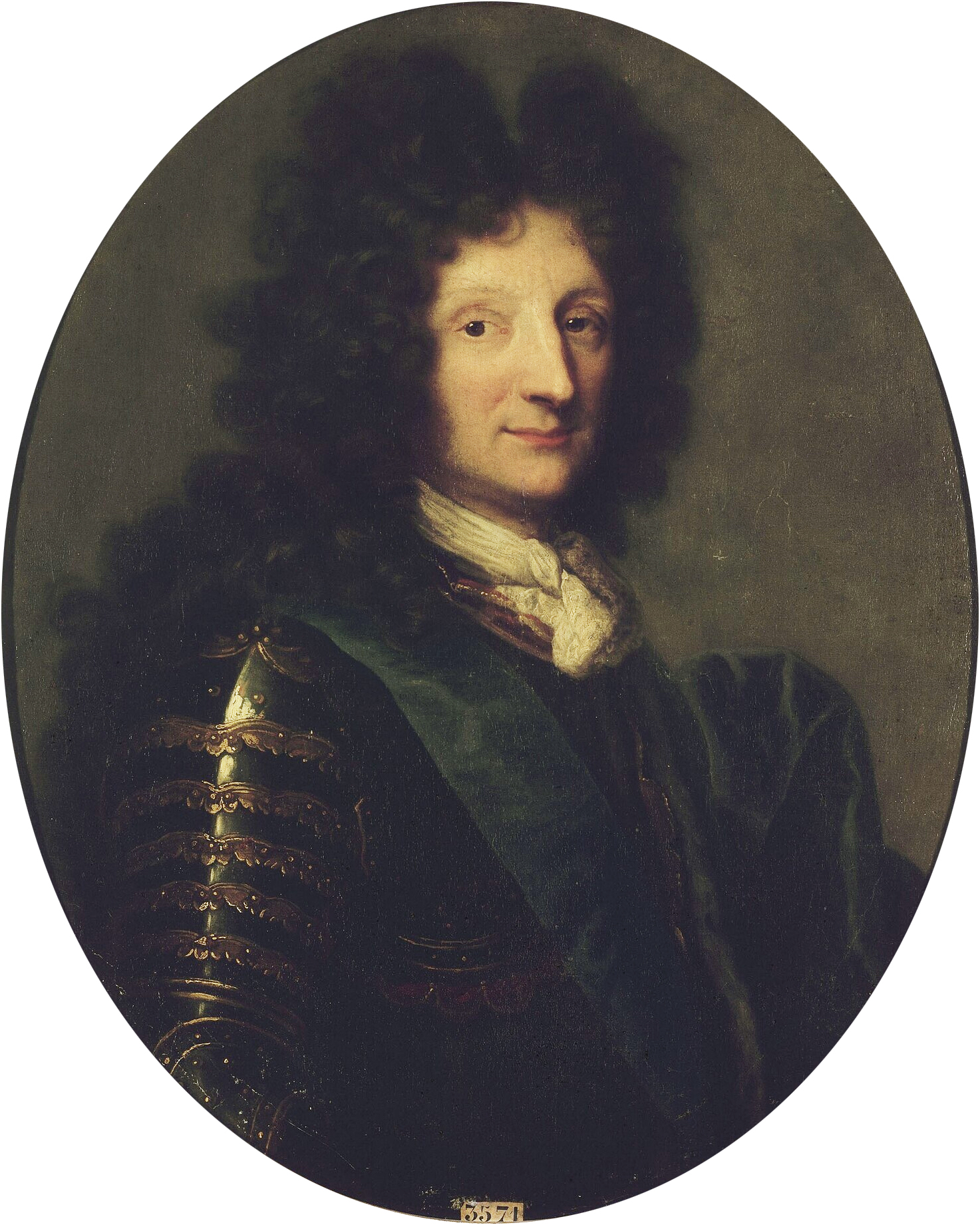
François-Henri de Montmorency-Luxembourg

1. 1609 – François de Bonne, duc de Lesdiguières (1543–1626), der letzte Connétable
2. 1613 – Concino Concini, Conte delle Penna, marquis d'Ancre (1575–1617), Italiener, ermordet, Maréchal d'Ancre
3. 1614 – Gilles de Souvré, marquis de Courtanvaux (1542–1626)
4. 1614 – Antoine de Roquelaure (1543–1623)
5. 1616 – Louis de La Châtre, baron de La Maisonfort († 1630)
6. 1616 – Pons de Lauzières, marquis de Thémines (1553–1627)
7. 1616 – François de La Grange d’Arquian (um 1554–1617)
8. 1617 – Nicolas de L’Hospital, duc de Vitry (1581–1644)
9. 1619 – Charles de Choiseul, marquis de Praslin (1563–1626)
10. 1619 – Jean-François de La Guiche, comte de La Palisse (1559–1632)
11. 1619 – Honoré d’Albert, duc de Chaulnes (1581–1649)
12. 1620 – François d’Esparbès de Lussan, vicomte d’Aubeterre (1570–1628)
13. 1621 – Charles I. de Blanchefort, marquis de Créquy, duc de Lesdiguières (1578–1638), gefallen
14. 1622 – Gaspard III. de Coligny, duc de Châtillon (1584–1646)
15. 1622 – Jacques Nompar de Caumont, duc de La Force (1558–1652)
16. 1622 – François de Bassompierre (1579–1646)
17. 1625 – Henri de Schomberg (1575–1632)
18. 1626 – Jean-Baptiste d’Ornano, comte de Montlaur (1581–1626)
19. 1626 – François-Annibal d’Estrées (1573–1670)
20. 1627 – Timoléon d’Espinay, marquis de Saint-Luc (1580–1644)
21. 1629 – Louis de Marillac (1573–1632), enthauptet
22. 1630 – Henri II. de Montmorency (1595–1632), enthauptet
23. 1630 – Jean du Caylar de Saint-Bonnet, marquis de Toiras (1585–1636)
24. 1631 – Antoine Coëffier de Ruzé, marquis d’Effiat (1581–1632)
25. 1632 – Urbain de Maillé, marquis de Brézé (1597–1650)
26. 1634 – Maximilien de Béthune, duc de Sully (1560–1641)
27. 1636 – John Hepburn (um 1598–1636), Schotte
28. 1637 – Charles de Schomberg, duc d’Halluin, (1601–1656)
29. 1639 – Charles de La Porte, duc de La Meilleraye (1602–1664)
30. 1641 – Antoine III. de Gramont (1604–1678)
31. 1642 – Jean-Baptiste Budes, comte de Guébriant (1602–1643), gefallen, Maréchal de Guébriant
32. 1642 – Philippe de La Mothe-Houdancourt, duc de Cardona (1605–1657)
33. 1643 – François de L’Hospital, comte de Rosnay (1583–1660)
34. 1643 – Henri de La Tour d’Auvergne, vicomte de Turenne (1611–1675), 1659 maréchal général des camps et armées du roi, Maréchal de Turenne
35. 1643 – Jean de Gassion (1609–1647)
36. 1645 – César de Choiseul, 1er duc de Choiseul (1598–1675)
37. 1645 – Josias Rantzau (1609–1650), Deutscher
38. 1646 – Nicolas de Neufville, duc de Villeroy (1598–1685)
39. 1649 – Gaspard IV. de Coligny (1620–1649)
40. 1651 – Antoine d’Aumont de Rochebaron (1601–1669)
41. 1651 – Jacques d’Estampes, marquis de La Ferté-Imbault (1590–1668)
42. 1651 – Charles de Monchy, marquis d'Hocquincourt (1599–1658), gefallen
43. 1651 – Henri de La Ferté, duc de Senneterre (1599–1681)
44. 1651 – Jacques Rouxel de Médavy, comte de Grancey (1603–1680)
45. 1652 – Armand Nompar de Caumont, duc de La Force (1594–1675)
46. 1652 – César-Phoebus d’Albret, comte de Miossens (1614–1676)
47. 1652 – Philippe de Clérembault, comte de Palluau (1606–1665)
48. 1653 – Louis Foucault, comte du Daugnon (1616–1659)
49. 1658 – Jacques de Mauvissière, marquis de Castelnau (1620–1658)
50. 1658 – Jean de Schulemberg, comte de Montdejeu (1597–1671)
51. 1658 – Abraham de Fabert (1599–1662)
52. 1668 – François de Créquy (1629–1687)
53. 1668 – Bernardin Gigault, marquis de Bellefonds (1639–1694)
54. 1668 – Louis de Crévant, duc d’Humières (1628–1694)
55. 1675 – Godefroi, comte d’Estrades (1607–1686)
56. 1675 – Philippe II. de Montaut-Bénac (1619–1684)
57. 1675 – Friedrich von Schomberg (1615–1690), Deutscher, gefallen in Irland
58. 1675 – Jacques-Henri de Durfort, duc de Duras (1625–1704)
59. 1675 – Louis-Victor de Rochechouart, duc de Mortemart Maréchal de Vivonne (1636–1688)
60. 1675 – François d’Aubusson, duc de La Feuillade (1634–1691)
61. 1675 – François-Henri de Montmorency-Luxembourg, duc de Piney (1628–1695), Maréchal de Luxembourg
62. 1675 – Henri Louis d’Aloigny, marquis de Rochefort (1626–1676)
63. 1675 – Guy de Durfort, duc de Lorge (1630–1702)
64. 1681 – Jean II. d’Estrées (1624–1707), Sohn von François-Annibal
65. 1693 – Claude de Choiseul, marquis de Francières comte de Choiseul (1632–1711)
66. 1693 – François de Neufville, duc de Villeroy (1644–1730)
67. 1693 – Jean-Armand de Joyeuse (1631–1710)
68. 1693 – Louis-François de Boufflers (1644–1711)
69. 1693 – Anne Hilarion de Costentin de Tourville (1642–1701), Amiral de Tourville
70. 1693 – Anne-Jules de Noailles (1650–1708)
71. 1693 – Nicolas de Catinat, seigneur de Saint-Gratien (1637–1712)

## 18. Jahrhundert

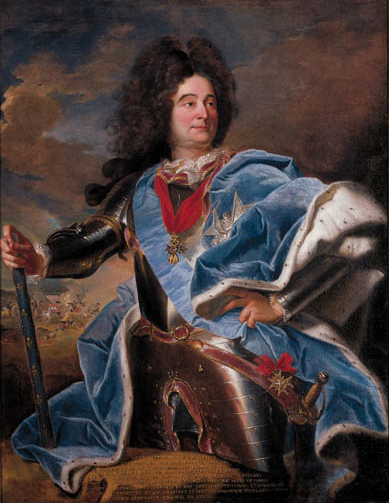
Marechal de Villars

1. 1702 – Claude-Louis-Hector de Villars (1653–1734) Maréchal de Villars
2. 1703 – Conrad von Rosen (1628–1715), Maréchal de Rosen, Balte
3. 1703 – Sébastien Le Prestre, marquis de Vauban (1633–1707)
4. 1703 – Noël Bouton de Chamilly (1636–1715)
5. 1703 – Victor-Marie d’Estrées (1660–1737)
6. 1703 – François Louis Rousselet, Marquis de Château-Renault (1637–1716)
7. 1703 – James FitzJames, 1. Herzog von Berwick (1670–1734), illegitimer Sohn Jakobs II. von England
8. 1703 – Nicolas Chalon du Blé, Maréchal d'Uxelles (1652–1730)
9. 1703 – René de Froullay, comte de Tessé (1650–1725)
10. 1703 – Nicolas Auguste de La Baume, Marquis de Montrevel, Maréchal de Montrevel (1645–1716)
11. 1703 – Camille d’Hostun, comte de Tallard (1652–1728)
12. 1703 – Henri d’Harcourt (1654–1718) Adrien-Maurice de Noailles

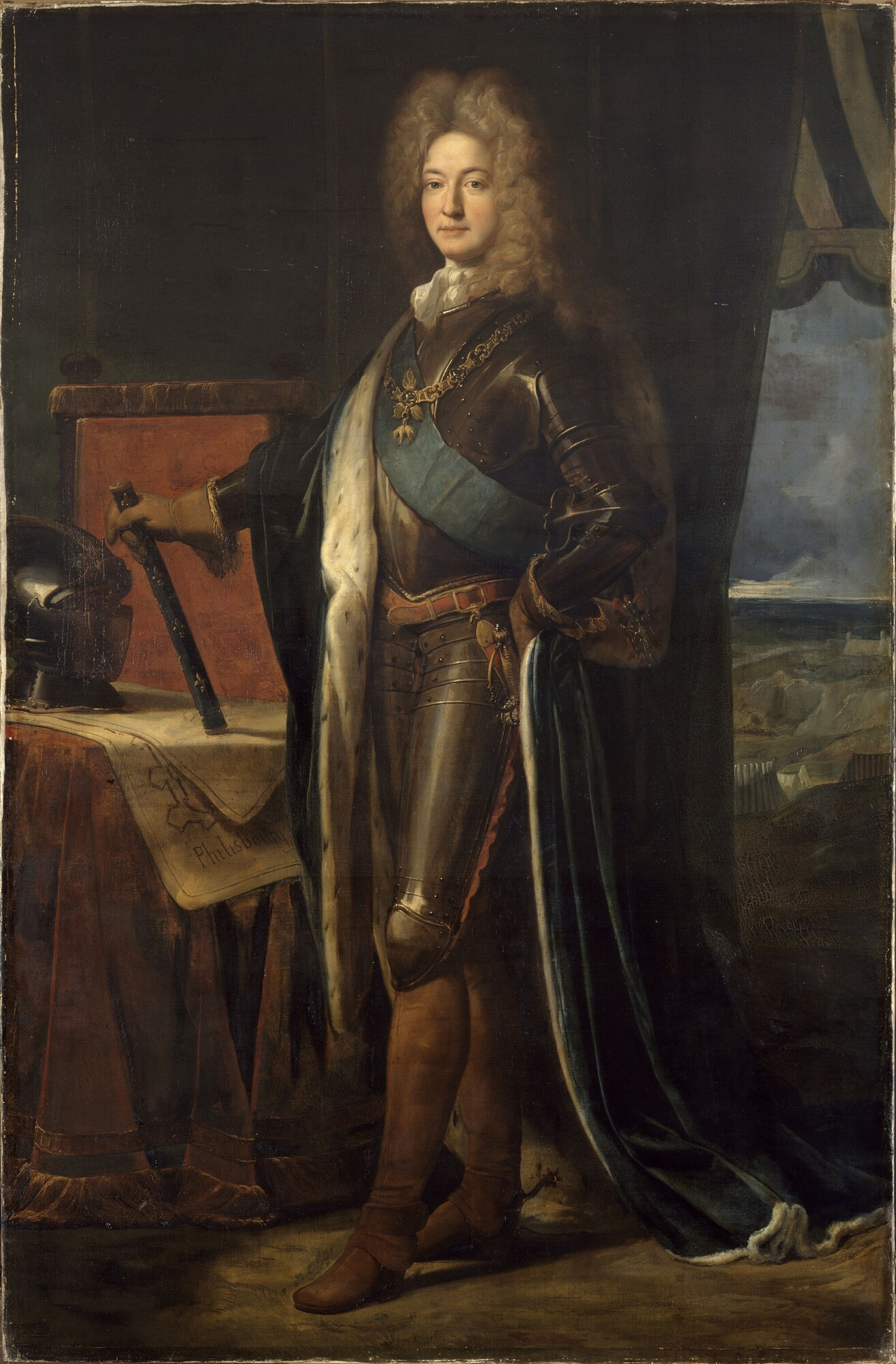
Adrien-Maurice de Noailles

13. 1703 – Ferdinand de Marchin (1656–1706), gen. „Marsin“
14. 1708 – Charles Auguste de Goyon de Matignon (1647–1739)
15. 1709 – Jacques Bazin de Bezons, marquis de Bezons (1646–1733)
16. 1709 – Pierre de Montesquiou, comte d’Artagnan (1645–1725)
17. 1724 – Victor-Maurice de Broglie, comte de Broglie (1646–1727)
18. 1724 – Jacques Léonor Rouxel, comte de Grancey (1655–1725)
19. 1724 – Léonor-Marie du Maine, comte du Bourg (1655–1739)
20. 1724 – Antoine-Gaston de Roquelaure (1656–1738)
21. 1724 – Yves d’Alègre (1653–1733)
22. 1724 – Louis d’Aubusson, duc de La Feuillade (1673–1725)
23. 1724 – Antoine V. de Gramont (1671–1725), Herzog von Gramont (genannt de Guiche)
24. 1730 – Alain Emmanuel de Coëtlogon (1646–1730), ernannt sechs Tage vor seinem Tod
25. 1734 – Christian Louis de Montmorency-Luxembourg (1675–1746), Prince de Tingry, Maréchal de Montmorency, Sohn des Maréchal de Luxembourg
26. 1734 – Charles Armand de Gontaut-Biron, duc de Biron (1663–1756)
27. 1734 – Jacques-François de Chastenet, marquis de Puységur (1656–1743)
28. 1734 – Claude François Bidal, 1er marquis d’Asfeld (1665–1743)
29. 1734 – Adrien-Maurice de Noailles (1678–1766)
30. 1734 – François de Franquetot, duc de Coigny (1670–1759)
31. 1734 – François-Marie de Broglie (1671–1745)
32. 1741 – Louis de Brancas de Forcalquier (1672–1750)
33. 1741 – Louis Auguste d’Albert d’Ailly, Duc de Chaulnes (1675–1744)
34. 1741 – Louis Armand de Brichanteau, Marquis de Nangis (1682–1742)
35. 1741 – Louis de Gand de Merode de Montmorency (1678–1767), prince d'Isenghien
36. 1741 – Jean-Baptiste de Durfort, duc de Duras (1684–1770)
37. 1741 – Jean-Baptiste Desmarets (1682–1762)
38. 1741 – Charles Louis Auguste Fouquet de Belle-Isle (1684–1761), Maréchal de Belle-Isle Marechal de Belle-Isle

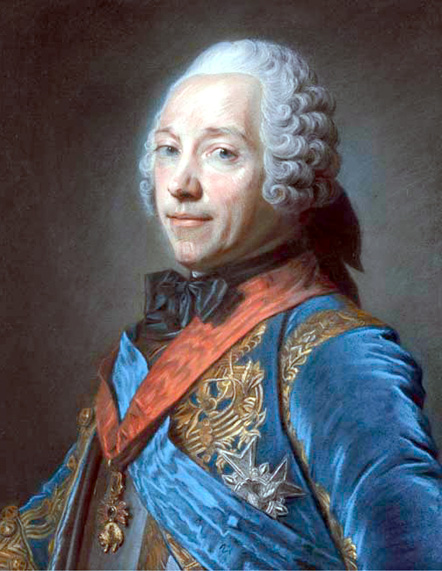
Marechal de Belle-Isle

39. 1743 – Moritz Graf von Sachsen (1696–1750), Deutscher, illegitimer Sohn Augusts des Starken, „Le Maréchal de Saxe“
40. 1745 – Jean-Baptiste Louis Andrault, Marquis de Maulévrier-Langeron (1677–1754)
41. 1746 – Claude-Guillaume Testu, marquis de Balincourt (1680–1770)
42. 1746 – Philippe Charles de La Fare (1687–1752)
43. 1746 – François, duc d’Harcourt (1689–1750)
44. 1747 – Guy Claude Roland de Laval (1677–1751), genannt Comte de Laval
45. 1747 – Gaspard de Clermont-Tonnerre (1688–1781)
46. 1747 – Louis Charles de La Mothe-Houdancourt (1687–1755)
47. 1747 – Ulrich Friedrich Waldemar Graf von Löwendal (1700–1755), Deutscher
48. 1748 – Louis François Armand du Plessis, Herzog von Richelieu (1696–1788)
49. 1757 – Jean Charles de Saint-Nectaire, Marquis de Brinon, genannt Marquis de Senneterre (1685–1771)
50. 1757 – Jean Hector de Faÿ, Marquis de La Tour-Maubourg (1684–1764)
51. 1757 – Daniel François de Gélas de Voisins d’Ambres, vicomte de Lautrec (1686–1762)
52. 1757 – Louis-Antoine de Gontaut, duc de Biron (1701–1788)
53. 1757 – Charles-François-Frédéric de Montmorency-Luxembourg (1702–1764)
54. 1757 – Louis-Charles-César Le Tellier, Marquis de Courtanvaux, später Duc d'Estrées (1695–1771)
55. 1757 – Charles O’Brien de Clare, „Maréchal de Thomond“ (1699–1761), Ire
56. 1757 – Gaston Pierre de Lévis, Duc de Mirepoix (1699–1757)
57. 1758 – Ladislas Bercheny, ungarischer Abstammung, Gründer des 1. Husarenregiments „de Bercheny“
58. 1758 – Charles de Rohan, Prinz von Soubise (1715–1787) Philippe-Henri de Ségur

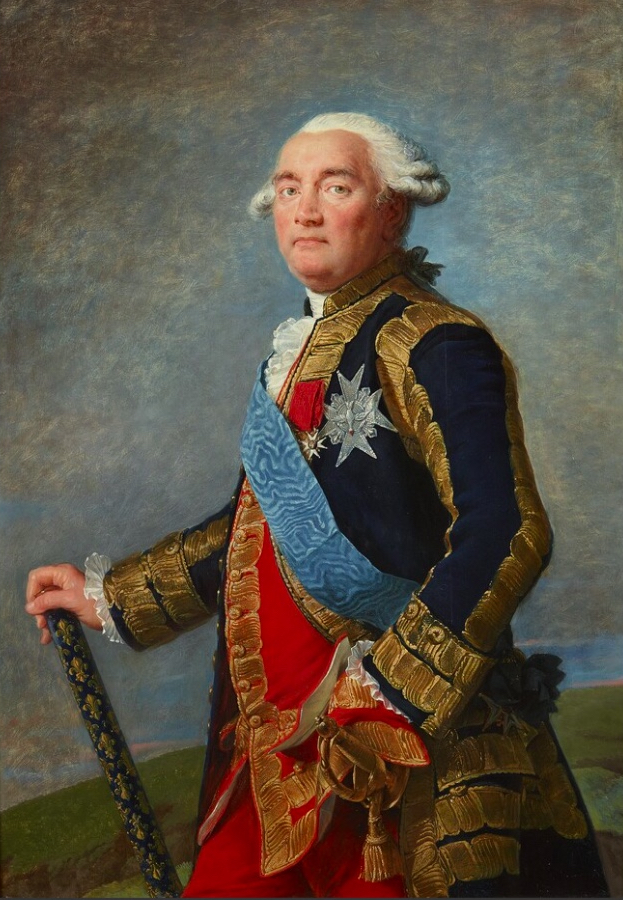
Philippe-Henri de Ségur

59. 1758 – Hubert de Brienne, comte de Conflans (1690–1777)
60. 1758 – Louis-Georges-Erasme de Contades (1704–1793)
61. 1759 – Victor-François de Broglie, Herzog und Reichsfürst (1718–1804)
62. 1768 – Guy Michel de Durfort, Duc de Randan (1704–1773)
63. 1768 – Louis de Conflans, marquis d’Armentières (1711–1774)
64. 1768 – Jean Paul Timoléon de Cossé, duc de Brissac (1698–1780)
65. 1775 – Anne Pierre d’Harcourt, duc de Beuvron (1701–1783)
66. 1775 – Louis de Noailles, duc de Ayen (1713–1793)
67. 1775 – Antoine Chrétien de Nicolaï (1712–1777)
68. 1775 – Charles de Fitz-James (1712–1787)
69. 1775 – Philippe de Noailles, duc de Mouchy (1715–1794), guillotiniert
70. 1775 – Emmanuel-Félicité de Durfort, duc de Duras (1715–1789)
71. 1775 – Louis Nicolas Victor de Félix d’Ollières (1711–1775)
72. 1775 – Claude-Louis, comte de Saint-Germain (1707–1778)
73. 1780 – Georg-Michael, Baron von Vietinghoff genannt Scheel (1722–1807), Deutsch-Balte
74. 1783 – Philippe-Henri de Ségur (1724–1801) Le comte de Rochambeau

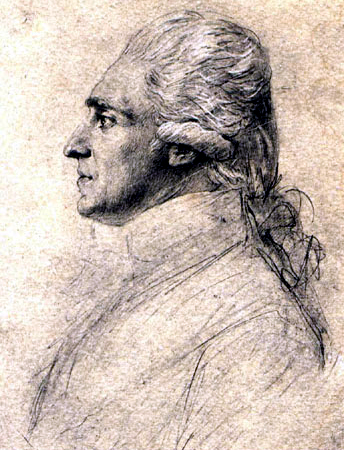
Le comte de Rochambeau

75. 1783 – Augustin-Joseph de Mailly (1708–1794), guillotiniert
76. 1783 – Joseph Henri Bouchard d’Esparbès de Lussan, marquis d'Aubeterre (1714–1788)
77. 1783 – Charles-Juste de Beauvau-Craon (1720–1793)
78. 1783 – Charles Eugène Gabriel de La Croix de Castries (1727–1801)
79. 1783 – Guy André Pierre de Montmorency-Laval (1723–1798)
80. 1783 – Emmanuel de Croÿ (1718–1784)
81. 1783 – Noël de Jourda, comte de Vaux (1705–1788)
82. 1783 – Jacques Philippe de Choiseul-Stainville (1727–1789)
83. 1783 – François-Gaston de Lévis (1719–1787)
84. 1791 – Nicolas Luckner (1722–1794), Deutscher, Gouverneur von Straßburg, guillotiniert
85. 1791 – Jean-Baptiste-Donatien de Vimeur, comte de Rochambeau (1725–1807)

## Marschälle des Ersten Kaiserreichs
Siehe auch: Großmarschall des Palastes

## Marschälle der Restauration
1. 1814 – Jean-Victor Moreau (1763–1813), gefallen, eigentlich Revolutionsgeneral, aber Gegner des Kaiserreiches, postum
2. 1814 – Georges Cadoudal (1771–1804), hingerichtet, postum
3. 1816 – Pierre Riel de Beurnonville (1752–1821)
4. 1816 – Henri-Jacques-Guillaume Clarke (1765–1818)
5. 1816 – Henri de Franquetot, duc de Coigny (1737–1821)
6. 1816 – Charles-Joseph-Hyacinthe du Houx, marquis de Vioménil (1734–1827)
7. 1823 – Alexandre-Jacques-Bernard Law de Lauriston (1768–1828)
8. 1823 – Gabriel-Jean-Joseph Molitor (1770–1849)
9. 1827 – Ludwig Aloys von Hohenlohe (1765–1829)
10. 1829 – Nicolas-Joseph Maison (1771–1840)
11. 1830, 22. Juli – Louis-Auguste-Victor de Ghaisnes de Bourmont (1773–1846)

## Marschälle der Julimonarchie
1. 1830, 17. August – Étienne-Maurice Gérard (1773–1852)
2. 1831 – Bertrand Clausel (1772–1842)
3. 1831 – Emmanuel, Marquis de Grouchy (1766–1847)
4. 1831, 30. Juli – Georges Mouton, comte de Lobau (1770–1838)
5. 1837 – Sylvain-Charles Valée (1773–1846)
6. 1840 – Bastien-Horace-François Sébastiani (1772–1851)
7. 1843 – Thomas-Robert Bugeaud (1784–1849)
8. 1843 – Jean-Baptiste Drouet d’Erlon (1765–1844)
9. 1847 – Guillaume Dode de la Brunerie (1775–1851)
10. 1847, 17. September – Honoré-Charles Reille (1775–1860)

## Marschälle der Zweiten Republik
1. 1. Januar 1850 – Jérôme Bonaparte (1784–1860), Ex-König von Westfalen
2. 10. März 1851 – Rémy-Isidore Exelmans (1775–1852)
3. 11. Dezember 1851 – Jean-Isidore Harispe (1768–1855)
4. 11. Dezember 1851 – Jean-Baptiste Philibert Vaillant (1790–1872)

## Marschälle des Zweiten Kaiserreichs
1. Boniface de Castellane (1788–1862) – 2. Dezember 1852
2. Bernard-Pierre Magnan (1791–1865) – 2. Dezember 1852
3. Armand-Jacques-Achille Leroy de Saint-Arnaud (1796–1854) – 2. Dezember 1852
4. Louis-Achille Baraguey d’Hilliers (1795–1878) – 28. August 1854
5. Aimable-Jean-Jacques Pélissier (1794–1864) – 12. September 1855
6. Pierre-François-Joseph Bosquet (1810–1861) – 18. März 1856
7. François-Certain Canrobert (1809–1895) – 18. März 1856
8. Jacques-Louis Randon (1795–1871) – 18. März 1856
9. Marie-Edme-Patrice-Maurice de Mac-Mahon (1808–1893) – 5. Juni 1859
10. Auguste Regnaud de Saint-Jean d’Angely (1794–1870) – 5. Juni 1859
11. Adolphe Niel (1802–1869) – 25. Juni 1859
12. Philippe-Antoine d’Ornano (1784–1863) – 2. April 1861
13. Élie-Frédéric Forey (1804–1872) – 2. Juli 1863
14. François-Achille Bazaine (1811–1888) – 5. September 1864
15. Edmond LeBœuf (1809–1888) – 24. März 1870

## Marschälle der Dritten Republik

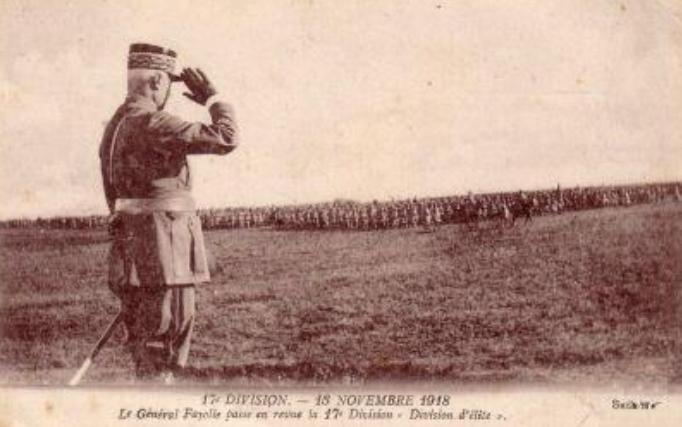
Émile Fayolle nimmt am 13. November 1918 die Parade der 17. Division ab.

1. Joseph Jacques Césaire Joffre (1852–1931) – 25. Dezember 1916
2. Ferdinand Foch (1851–1929) – 7. August 1918
3. Philippe Pétain (1856–1951) – 19. November 1918
4. Émile Fayolle (1852–1928) – 19. Februar 1921
5. Louis Félix Marie Franchet d’Esperey (1856–1942) – 19. Februar 1921
6. Louis Hubert Gonzalve Lyautey (1854–1934) – 19. Februar 1921
7. Joseph Simon Gallieni (1849–1916) – 7. Mai 1921 (postum)
8. Joseph Maunoury (1847–1923) – 31. März 1923 (postum)

## Marschälle der Vierten Republik
1. Jean-Marie de Lattre de Tassigny (1889–1952) – 15. Januar 1952 (postum)
2. Alphonse Juin (1888–1967) – 14. Juli 1952
3. Jacques-Philippe Leclerc de Hauteclocque (1902–1947), genannt „Leclerc“ – 23. August 1952 (postum)

## Marschälle der Fünften Republik
1. Marie-Pierre Kœnig (1898–1970) – 6. Juni 1984 (postum)